# Senna alexandrina
El sen de Alejandría (Senna alexandrina) es una planta medicinal perteneciente a la familia de las fabáceas. Es usada en el herbalismo. Es originaria de Egipto, especialmente de la región de Nubia, y cerca de Jartum (Sudán), donde se cultiva comercialmente. También se cultiva en muchos lugares, notablemente en la India y Somalia.

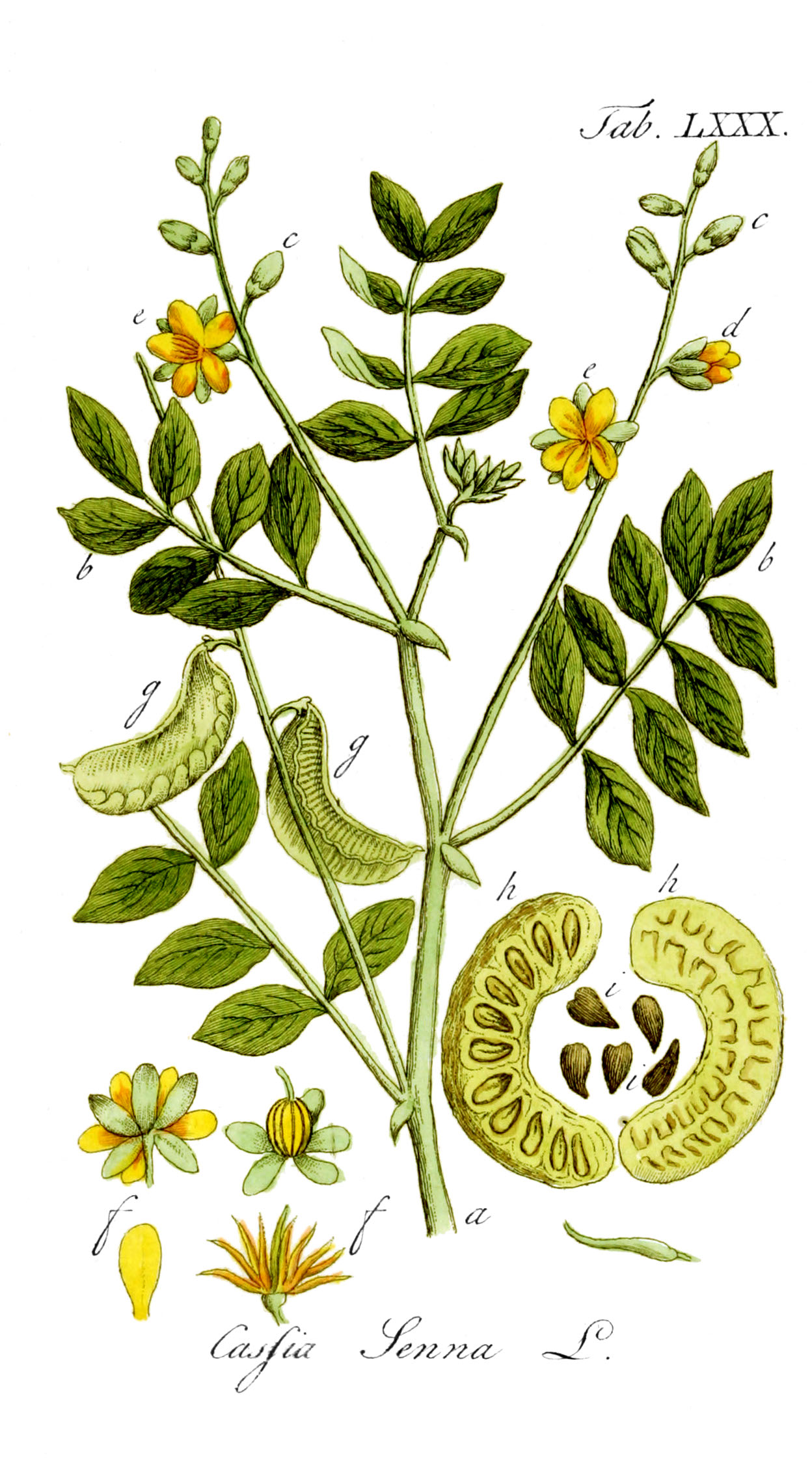
Ilustración

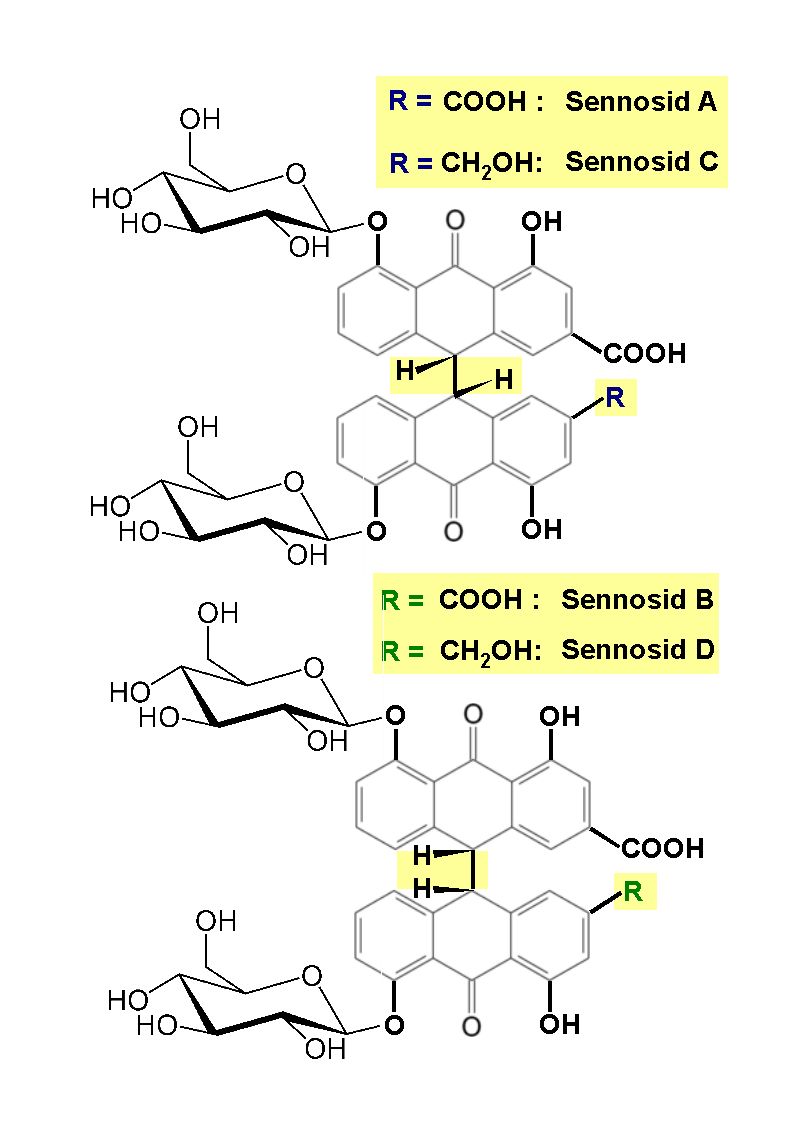
senósidos A y B

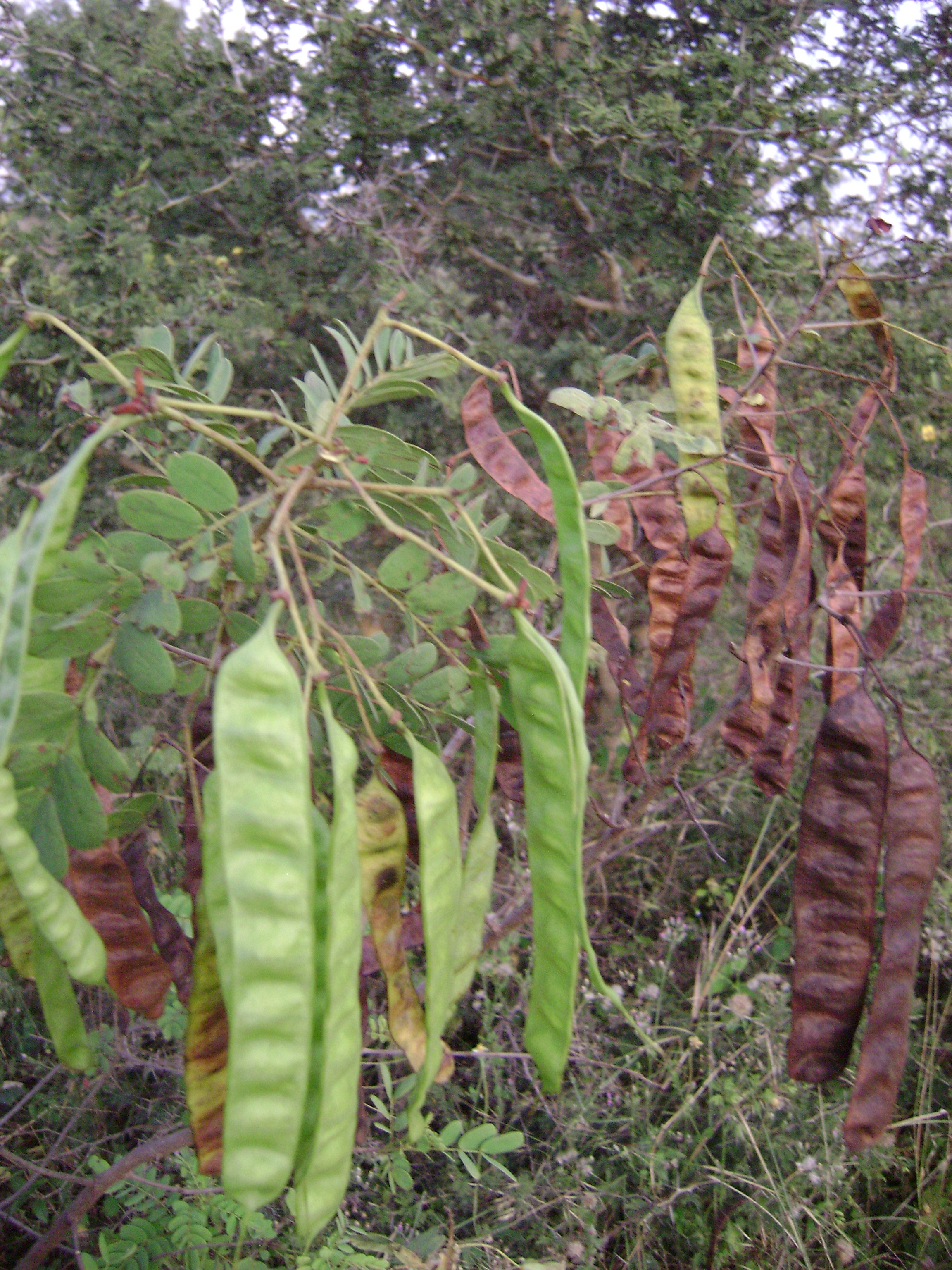
Frutos

## Descripción
Es una planta arbustiva  que alcanza un tamaño de 0,5-1 m, raramente dos metros de altura con un porte ramificado, con tallo erecto de color verde pálido  y propagación de largas ramas que llevan cuatro o cinco pares de hojas.  Los foliolos varían de 4 a 6 pares, totalmente afilados, con una en el ápice. Las nervaduras centrales se dividen por igual en la base de los foliolos. Las flores en forma de racimo con grandes flores de color amarillo que tienden al marrón. Su legumbre en forma de cuernos, ampliamente oblongos, comprimidos y planos contiene cerca de seis semillas.

## Cultivo
Cuando se cultivan las plantas se cortan dos veces al año, se secan al sol,  y se embalan en bolsas de hojas de palma. Luego son enviados en camellos a Essouan y Darao, luego por el Nilo llega al puerto de El Cairo o bien a los puertos del Mar Rojo. Para los nómadas Ababda,  el comercio de senna es una fuente importante de ingresos.

## Propiedades
Históricamente, de Senna alexandrina se utilizan las vainas, como una tisana hecha de hojas, como laxante. Igualmente la medicina moderna ha utilizado extractos, por lo menos desde la década de 1950, a modo de laxante. Si se ingiere accidentalmente por los niños, puede causar efectos secundarios tales como la dermatitis del pañal severa. Los principios activos son varios glucósidos de senna que interactúan con las células inmunes en el colon.
Los derivados antraquinónicos le dan efecto colagogo y laxante, a dosis bajas y purgante a dosis mayores. La mayor parte de los heterósidos, llegan directamente al colon donde, por la acción de los enzimas de la flora bacteriana, liberan las agliconas produciendo una irritación de las terminaciones nerviosas de la pared intestinal, determinando una secreción de agua y un aumento de peristaltismo intestinal. La droga actúa 10-12 horas después de su ingesta. Los frutos, por su menor contenido en derivados antraquinónicos producen un efecto laxo-purgante más suave que los foliolos. Sin embargo se ha comprobado que el agua caliente extrae con mayor facilidad los senósidos A y B de los frutos.

## Taxonomía
Senna alexandrina fue descrita por Philip Miller y publicado en The Gardeners Dictionary:... eighth edition no. 1. 1768.
Etimología
Aunque podría parecer un nombre científico, Cassia Officinalis es en realidad el nombre de herbario para esta planta, y por lo tanto Officinalis un adjetivo latino que significa compuestos médicos, se escribe con mayúscula inicial, a diferencia de los epítetos específicos, que siempre se escriben con una letra minúscula inicial.
Sinonimia
- Cassia acutifolia Delile
- Cassia alexandrina (Garsault) Thell.
- Cassia angustifolia M. Vahl
- Cassia lanceolata Collad.
- Cassia lenitiva Bisch.
- Cassia senna L.
- Senna acutifolia (Delile) Batka
- Senna alexandrina Garsault
- Senna angustifolia (Vahl) Batka[10][11]